# قاي لويس (لاعب كرة قدم أمريكية)
قاي لويس (بالإنجليزية: Guy Lewis)‏ هو لاعب كرة قدم أمريكية أمريكي، (ولد في دالاس في الولايات المتحدة 1885 – 1957 م).